# مانشن هاوس

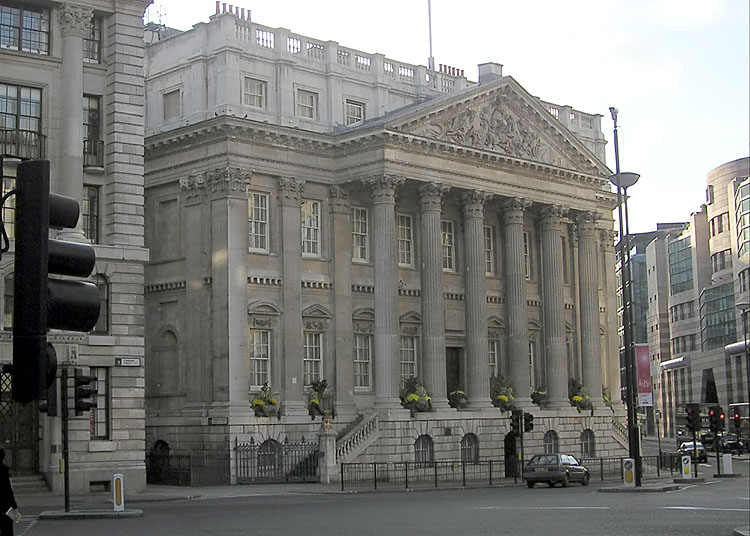
مانشن هاوس

مانشن هاوس هو منزل ومقر عمل اللورد عمدة لندن. يقع في حي السيتي.